# William Blank
Pour les articles homonymes, voir Blank.
William Blank, né à Montreux en 1957, est un compositeur et chef d'orchestre suisse. 

## Biographie
William Blank étudie le piano puis la percussion et se perfectionne au Conservatoire Supérieur de Musique de Genève où il termine des études complètes en 1982 avec un Premier Prix de percussion. La même année il est nommé professeur de percussion dans cette institution puis premier percussionniste à l'Orchestre de la Suisse romande.
Sa carrière de compositeur débute réellement en 1978 avec la création de ses Hesse Lieder pour soprano et ensemble à l'occasion de l'inauguration du Studio Ernest Ansermet de la Radio suisse romande. En 1984, ses Canti d'Ungaretti pour contralto et ensemble sont sélectionnés par la Tribune internationale des compositeurs de l'UNESCO[réf. nécessaire].
En 1986, il réalise sa première œuvre pour grand orchestre « Omaggi » (commande de l'Orchestre de la Suisse Romande) grâce à l'obtention de la bourse de la ville de Genève[réf. nécessaire]. Cette collaboration se poursuit après son départ de l'orchestre avec la commande de Ebben (2000) de Exodes (2003) et de Reflecting Black pour piano et orchestre (2009). 
En 2011, il enseigne la composition, l'analyse et la musique de chambre à la Haute École de Musique de Lausanne (HEMU), et y dirige l'Ensemble Contemporain qu'il a fondé en 2003[réf. nécessaire]. Il rejoint le Lemanic Modern Ensemble en 2007 en tant que directeur artistique et musical. Son catalogue comprend actuellement une cinquantaine d’œuvres pour toutes formations.

## Distinctions
- 1979 : diplômé du Conservatoire de Genève
- 1982 : premier prix de percussion
- 1982 : professeur de percussion au Conservatoire de Genève
- 1983 : premier percussionniste à l'Orchestre de la Suisse Romande
- 2001 : Prix BCV pour l'ensemble de son œuvre
- 2005 : Bourse culturelle Leenaards

## Discographie
- Einklang, livre de quatuor (Quatuors nos 1 et 3) – Quatuor Sine Nomine ; Barbara Zanichelli, soprano (2-5 août 2012/3-5 janvier 2013, Genuin GEN16422) (OCLC 983797467)
- Reflecting black – David Lively, piano ; Orchestre de la Suisse romande, dir. Pascal Rophé (2015, Æon AECD 1542) (OCLC 1198963432)
- Flow, Ophrys, Refrain II, (A)round – Collegium Novum Zürich et Pre-art soloists (avril 2021 et février 2022, Neos 12212) (OCLC 1378167988)

### Sources
- Fiche sur le site internet de la Bibliothèque cantonale et universitaire de Lausanne.